# Меланезийская инициативная группа
Меланезийская инициативная группа (англ. Melanesian Spearhead Group) — международная организация и торговый блок, объединяющий независимые государства и некоторые сепаратистские движения Меланезии — одного из культурно-исторических регионов Океании.

## История
Группа была создана на встрече лидеров Вануату, Папуа — Новой Гвинеи и Соломоновых Островов, прошедшей
в новогвинейском городе Горока 17 июля 1986 года. В качестве наблюдателя на встрече также присутствовал представитель Канакского социалистического фронта национального освобождения — движения, выступающего за независимость Новой Каледонии от Франции.
За решением о создании регионального блока последовала разработка его целей и принципов работы. Они были сформулированы в «Согласованных принципах кооперации независимых государств Меланезии», которые были подписан лидерами трёх стран-основательниц 14 марта 1988 года в Порт-Виле.
В 2007 году у Меланезийской инициативной группы появилась постоянная штаб-квартира — секретариат, занимающий двухэтажное здание в центре города Порт-Вила, столицы Вануату.

## Членство
Первоначальными членами Меланезийской инициативной группы были Вануату, Папуа — Новая Гвинея и Соломоновы Острова, лидеры которых и основали эту организацию. В 1989 году к блоку официально присоединился Канакский фронт, в 1996 в состав группы вошло суверенное государство Фиджи.
В 2011 году к организации присоединились Восточный Тимор и Индонезия, получившие статус наблюдателей. Географически эти государства обычно относят к Юго-Восточной Азии, однако всё население Тимора и население 5 восточных провинций Индонезии (Папуа, Западного Папуа, Малуку, Северное Малуку и Восточная Нуса-Тенгара) имеет тесные культурные, исторические, лингвистические и этнографические связи с Меланезией и зачастую считается её частью. В 2015 году Индонезия получила статус ассоциированного члена, обозначающий более тесное сотрудничество, чем статус наблюдателя. В тот же год статус наблюдателя получило Объединённое освободительное движение Западного Папуа, выступающее за независимость Западной Новой Гвинеи от Индонезии.